# Ukropci
Ukropci  su naselje u Boki kotorskoj, u općini Kotor.

## Stanovništvo

### Nacionalni sastav po popisu 2003.
- Crnogorci - 2

## Gospodarstvo
Iako postoje svi preduvjeti za proizvodnju zdrave hrane, za ozbiljnije bavljenje stočarstvom, pa u perspektivi i za planinski turizam, žive samo dva stanovnika.
Razvitak gospodarstva u Ukropcima u velikoj je mjeri uvjetovan banalnim problemima, poput nedostatka struje. Primjerice, tek nakon dvije godine (od 2006.), i to na inicijativu gospođe Marije Ćatović, gradonačelnice Kotora, u mjestu je riješen problem s redovitom dostavom električne energije.